# Балхашская ТЭЦ
Балхашская ТЭЦ (каз. Балқаш ЖЭО, Балқаш жылу электр орталығы) — электростанция регионального (промышленного) значения, расположена в городе Балхаш Карагандинской области. ТЭЦ является одним из трёх генерирующих предприятий корпорации «Казахмыс». Вырабатываемая станцией электроэнергия идёт на покрытие электрических нагрузок Балхашского горно-металлургического комбината и города. Старейшая действующая электростанция Центрального Казахстана.

## История
Первая очередь Балхашской теплоэлектроцентрали была пущена в 1937 году, тогда же было смонтировано теплофикационное оборудование мощностью 72 Гкал/ч для отопления завода и получившего статус города Балхаша. ТЭЦ стала первой крупной теплоэлектростанцией Казахстана, и была оснащена современным для того времени оборудованием с агрегатами по 25 МВт. Так, в 1940-м станция выработала почти четверть электроэнергии республики. До 1964 года шло наращивание мощностей.
После распада СССР Балхашская ТЭЦ, согласно Постановлению Правительства Республики Казахстан за № 1118 от 11 августа 1995 года, была передана корпорации «Samsung». В настоящее время входит в состав ТОО «Казахмыс Энерджи», объединяющего энергетические активы корпорации «Казахмыс».

## Основные данные
Основные производственные показатели ТЭЦ:
- Установленная электрическая мощность — 115 МВт (2014)[9]
- Располагаемая электрическая мощность — 95 МВт (2014)[9]
- Рабочая электрическая мощность — 120 МВт (2012)[10]
- Установленная тепловая мощность — 276,2 Гкал/ч[11]
- Располагаемая тепловая мощность — 244,9 Гкал/ч[11]

Основной вид топлива, использующийся на станции — уголь борлинского месторождения (разрез «Молодёжный»), в смеси с промышленными отходами Карагандинского угольного бассейна, в частности Карагандинской ЦОФ.
Отпускная цена электроэнергии, вырабатываемая электростанциями «Казахмыса», самая дешёвая в Казахстане и составляла в 2013 году 5,1 тенге за 1 кВт·ч.

## Оборудование
Источник данных: Дукенбаев К. Д. Энергетика Казахстана. Движение к рынку. 1998

### Котлы
| Ст. № | Тип         | Год ввода | Производительность, т/ч | Давление пара, кгс/см² | Температура пара, °C | Наработка, часов | Примечание |
| ----- | ----------- | --------- | ----------------------- | ---------------------- | -------------------- | ---------------- | ---------- |
| 1     | ТКЗ-150     | 1937      | 150                     | 34                     | 425                  | 246 974          |            |
| 2     | ТКЗ-120/150 | 1937      | 150                     | 34                     | 425                  | 244 200          |            |
| 6     | ПК-10п-2    | 1963      | 220                     | 100                    | 540                  | 196 244          |            |
| 7     | ПК-10п-2    | 1963      | 220                     | 100                    | 540                  | 196 300          |            |
| 8     | ПК-10п-2    | 1963      | 220                     | 100                    | 540                  | 191 055          |            |
| 9     | ПК-10п-2    | 1964      | 220                     | 100                    | 540                  | 182 355          |            |

### Турбины
| Ст. № | Тип         | Год ввода | Мощность, МВт | Давление пара, кгс/см² | Температура пара, °C | Наработка, часов | Примечание                              |
| ----- | ----------- | --------- | ------------- | ---------------------- | -------------------- | ---------------- | --------------------------------------- |
| 1     | Т-20-29     | 1937      | 20            | 29                     | 400                  | 416 453          |                                         |
| 2     | Т-20-29     | 1940      | 20            | 29                     | 400                  | 382 611          |                                         |
| 3     | Р-25-90/31  | 1963      | 20            | 90                     | 535                  | 230 111          | В 2003 году уточнена мощность до 30 МВт |
| 4     | ПТ-60-90/13 | 1963      | 60            | 90                     | 535                  | 218 682          |                                         |

### Генераторы
| Ст. № | Тип      | Мощность, МВт | Напряжение, кВ |
| ----- | -------- | ------------- | -------------- |
| 1     | Т-25-2   | 25            | 10,5           |
| 2     | Т-25-2   | 25            | 10,5           |
| 6     | ТВС-30   | 30            | 10,5           |
| 7     | ТВС-60-2 | 60            | 10,5           |

## Перспективы
Дефицит электроэнергии в Карагандинской области требует строительства новых и расширения действующих мощностей. На Балхашской ТЭЦ, практически с 1963 года и до передачи корпорации «Казахмыс» не производилась замена оборудования и реконструкция, хотя и при новом собственнике комплектация станции производилась по остаточному принципу. В 2015 году было объявлено, что в предстоящей реконструкции ТЭЦ примет участие российский завод «Красный котельщик».

## Путаница с Балхашской ТЭС
В казахстанских СМИ неоднократно упоминалось о строительстве Балхашской ТЭЦ, хотя о́ная уже существует около 80 лет. Площадка же для возведения Балхашской ТЭС АО «Самрук-Энерго» находится в 200-х километрах южнее города Балхаш, на территории Алматинской области в посёлке Улькен на месте предполагавшегося строительства Южно-Казахстанской ГРЭС (ЮКГРЭС).